# Copa Ciudad de Santa Fe
El Torneo Internacional Copa Ciudad de Santa Fe, conocido simplemente como Copa Ciudad de Santa Fe, fue una competición amistosa de fútbol, celebrada anualmente en la ciudad de argentina de Santa Fe durante la pretemporada de verano, organizada por primera vez por el Club Atlético Colón para celebrar el centenario de la fundación del club en el 2005.
En sus cuatro ediciones disputadas ha contado con clubes de Argentina, Paraguay, Colombia, Uruguay y Perú. Cabe resaltar que todos los partidos de la Copa son disputados en el Estadio Brigadier General Estanislao López.

## Resultados
| Año           | Campeón                      | Resultado       | Subcampeón                  | Tercero                       | Resultado | Cuarto                       |
| ------------- | ---------------------------- | --------------- | --------------------------- | ----------------------------- | --------- | ---------------------------- |
| 2005 Detalles | Atlético Nacional · Colombia | 3:1             | Colón Argentina             | Nacional · Uruguay            | 3:0       | Sporting Cristal · Perú      |
| 2006 Detalles | Colón Argentina              | 2:0             | Newell's Old Boys Argentina | Olimpia Paraguay              | 2:1       | Atlético Nacional · Colombia |
| 2007 Detalles | Cerro Porteño Paraguay       | 0:0 4:3 penales | Colón Argentina             | Defensor Sporting · Uruguay   | 4:0       | Millonarios · Colombia       |
| 2009 Detalles | Libertad Paraguay            | 2:1             | Colón Argentina             | Universidad San Martín · Perú | 2:0       | Defensor Sporting · Uruguay  |

## Títulos por club
| Club                   | Campeón  | Subcampeón           | Tercer lugar | Cuarto lugar |
| ---------------------- | -------- | -------------------- | ------------ | ------------ |
| Colón                  | 1 (2006) | 3 (2005, 2007, 2009) |              |              |
| Atlético Nacional      | 1 (2005) |                      |              | 1 (2006)     |
| Cerro Porteño          | 1 (2007) |                      |              |              |
| Libertad               | 1 (2009) |                      |              |              |
| Newell's Old Boys      |          | 1 (2006)             |              |              |
| Defensor Sporting      |          |                      | 1 (2007)     | 1 (2009)     |
| Nacional               |          |                      | 1 (2005)     |              |
| Olimpia                |          |                      | 1 (2006)     |              |
| Universidad San Martín |          |                      | 1 (2009)     |              |
| Sporting Cristal       |          |                      |              | 1 (2005)     |
| Millonarios            |          |                      |              | 1 (2007)     |

### Tabla Histórica
| Equipo            | PJ | G | E | P | GF | GC | DG | Mejor Puesto | Puntos |
| ----------------- | -- | - | - | - | -- | -- | -- | ------------ | ------ |
| Colón             | 8  | 4 | 2 | 2 | 13 | 7  | +6 | Campeón      | 14     |
| Libertad          | 2  | 2 | 0 | 0 | 4  | 2  | +2 | Campeón      | 6      |
| Atlético Nacional | 4  | 2 | 0 | 2 | 7  | 7  | 0  | Campeón      | 6      |
| Nacional          | 2  | 1 | 1 | 0 | 5  | 2  | +3 | Tercer lugar | 4      |
| Defensor Sporting | 4  | 1 | 1 | 2 | 5  | 4  | +1 | Tercer lugar | 4      |
| Universidad (SM)  | 2  | 1 | 0 | 1 | 3  | 2  | +1 | Tercer lugar | 3      |
| Newell's Old Boys | 2  | 1 | 0 | 1 | 3  | 3  | 0  | Subcampeón   | 3      |
| Olimpia           | 2  | 1 | 0 | 1 | 2  | 3  | -1 | Tercer lugar | 3      |
| Cerro Porteño     | 2  | 0 | 2 | 0 | 1  | 1  | 0  | Campeón      | 2      |
| Sporting Cristal  | 2  | 0 | 0 | 2 | 1  | 5  | -4 | Cuarto lugar | 0      |
| Millonarios       | 2  | 0 | 0 | 2 | 0  | 8  | -8 | Cuarto lugar | 0      |